# Orocrambus heliotes
Orocrambus heliotes là một loài bướm đêm trong họ Crambidae.